# Пако, Марсель
Марсель Пако́ (фр. Marcel Paquot; 7 июля 1891, Льеж — 14 сентября 1988, Льеж) — бельгийский филолог.
Окончив школу в Нивеле, с 1912 г. работал учителем в Льеже. Был призван в бельгийскую армию с началом Первой мировой войны, участвовал в Битве на Изере. В годы войны сблизился с композитором Жоржем Антуаном, положившим на музыку его стихотворение «Валлония»; позднее опубликовал очерк жизни и творчества Антуана (фр. Georges Antoine. L'homme et l'oeuvre; 1935).
После войны основал и до 1920 г. редактировал франкоязычный журнал литературы и искусства Les Cahiers. В 1919 г. опубликовал книгу стихов «Радость любви» (фр. La joie d'aimer). Подготовил также посмертный сборник своего соредактора по Les Cahiers Луи Бумаля. Преподавал в кадетской школе в Намюре, затем продолжил своё образование в Льежском университете, в 1923 г. защитив в нём докторскую диссертацию. Затем до 1961 г. преподавал в нём методологию преподавания французского языка и смежные дисциплины.
Опубликовал монографию «Иностранцы в развлечениях Королевского двора: от Божуайё до Мольера (1581—1673)» (фр. Les étrangers dans les divertissements de la Cour, de Beaujoyeulx à Molière (1581—1673); 1932), ряд научных статей, главным образом о театре XVII века. Входил в состав различных научных сообществ, возглавлял Международную ассоциацию французских исследований (фр. Association internationale des Études françaises).